# Kanton Le Luc
Der Kanton Le Luc ist seit 1823 ein französischer Wahlkreis im Arrondissement Draguignan, im Département Var und in der Region Provence-Alpes-Côte d’Azur; sein Hauptort ist Le Luc.

## Gemeinden
Der Kanton besteht aus elf Gemeinden mit insgesamt 40.797 Einwohnern (Stand: 1. Januar 2022) auf einer Gesamtfläche von 575,16 km²:
| Gemeinde             | Einwohner 1. Januar 2022 | Fläche km² | Dichte Einw./km² | Code INSEE | Postleitzahl | Arrondissement |
| -------------------- | ------------------------ | ---------- | ---------------- | ---------- | ------------ | -------------- |
| Besse-sur-Issole     | 3.123                    | 37,19      | 84               | 83018      | 83890        | Brignoles      |
| Cabasse              | 1.985                    | 45,49      | 44               | 83026      | 83340        | Brignoles      |
| Collobrières         | 1.813                    | 112,68     | 16               | 83043      | 83610        | Toulon         |
| Flassans-sur-Issole  | 3.661                    | 43,68      | 84               | 83057      | 83340        | Brignoles      |
| Gonfaron             | 4.349                    | 40,42      | 108              | 83067      | 83590        | Brignoles      |
| La Garde-Freinet     | 1.848                    | 76,64      | 24               | 83063      | 83680        | Draguignan     |
| Le Cannet-des-Maures | 4.866                    | 73,64      | 66               | 83031      | 83340        | Brignoles      |
| Le Luc               | 11.124                   | 44,16      | 252              | 83073      | 83340        | Brignoles      |
| Le Thoronet          | 2.636                    | 37,53      | 70               | 83136      | 83340        | Brignoles      |
| Les Mayons           | 625                      | 28,86      | 22               | 83075      | 83340        | Brignoles      |
| Pignans              | 4.767                    | 34,87      | 137              | 83092      | 83790        | Brignoles      |
| Kanton Le Luc        | 40.797                   | 575,16     | 71               | 8309       | –            | –              |

Bis zur Neuordnung gehörten zum Kanton Le Luc die vier Gemeinden Le Cannet-des-Maures, Le Luc, Les Mayons und Vidauban. Sein Zuschnitt entsprach einer Fläche von 220,59 km2. Er besaß vor 2015 einen anderen INSEE-Code als heute, nämlich 8317.